# Ambaixada romana (Pirros, 279 aC)
El Senat romà va enviar una ambaixada a l'Epir l'any 279 aC.
Les ambaixades estaven formades per un grup d'ambaixadors i tenien per missió portar missatges del Senat a estats estrangers. El seu nomenament era considerat un gran honor i només es concedia a homes il·lustres.
El govern de la República va enviar tres ambaixadors l'any 279 aC davant Pirros de l'Epir per negociar l'intercanvi de presoners, fets a la batalla d'Heraclea de l'any 280 aC. Pirros els va acollir amb grans honors i els va oferir tota mena de regals amb la intenció de guanyar-los pel seu servei, però els romans van rebutjar tots els oferiments. Plutarc diu que Pirros va quedar tan impressionat que va tornar els presoners sense cap rescat. La guerra es va reprendre el mateix any 279 aC.
L'ambaixada estava formada per:
- Publi Corneli Dolabel·la
- Quint Emili Pap
- Gai Fabrici Luscí, que l'encapçalava.